# Evening in Buenos Aires
Evening in Buenos Aires es un álbum bootleg de Astor Piazzolla editado en 1994 en Japón, por el sello P-Vine Records. Contiene las grabaciones inéditas de 1958 provenientes de un segundo álbum que iba a editar con su Quinteto neoyorquino en Nueva York, luego de haber publicado el álbum Take Me Dancing! The Latin Rhythms of Astor Piazola en 1959.

## Historia
Después de disolver su Octeto Buenos Aires, luego que su álbum Tango moderno no tuviera la repercusión esperada, tuvo otro Quinteto previo al que no se le otorgó mucha importancia, pero que sirvió como experiencia previa al conocido Quinteto porteño. Así se conformó el Quinteto Yei-Te (JT de jazz y tango), el cual incluía percusión latina. De este periodo se editó el álbum Take Me Dancing! The Latin Rhythms of Astor Piazola en 1959, el primero con una formación como quinteto. Piazzolla estuvo conforme con el álbum en su momento, aunque tiempo después se arrepentiría de haberlo grabado, tomando estatus de «álbum maldito». Las grabaciones fueron recomendadas al olvido por el propio Piazzola: «vendí mi alma al diablo... fue un pecado capital», diría el músico. El fracaso no fue tanto musical como comercial, Piazzolla en una entrevista con Clarín había dicho que la idea de unir jazz y tango era para que le «permitiera al público norteamericano gustar de nuestra música», el problema era que el grupo sonaba fundamentalmente al estilo jazzístico, y ya en Nueva York había grandes grupos de ese estilo, por ello el Quinteto no tuvo el éxito esperado.
El sello Tico tenía suficiente material para editar un segundo álbum, incluso le asignó el número de catálogo LP-1065, pero el álbum no llegó a concretarse. Evening in Buenos Aires recopila grabaciones que quedaron inéditas de este período no tan documentado y conocido de Piazzolla. Las cintas máster originales que estaban aún en Estados Unidos, fueron recuperadas por Mitsumasa Saito, del sello japonés P-Vine Records, y así las grabaciones fueron publicadas finalmente en 1994 primero en Japón, donde se editó con el nombre de Evening in Buenos Aires.

## Lanzamientos y publicaciones
El historial de ediciones tanto de Evening in Buenos Aires como del otro álbum con el quinteto neoyorquino Take Me Dancing! The Latin Rhythms of Astor Piazola que se editó en su momento en 1959, es muy pobre, siendo en ambos casos álbumes muy difíciles de encontrar dentro del canon discografíco de Astor Piazzolla. Evening in Buenos Aires se editó por primera vez por el sello japonés P-Vine Records en 1994, y durante los años 1990 se editó en Argentina como Una tarde en Buenos Aires por el sello Sun Records.

## Lista de canciones
| N.º | Título                                                                            | Duración |  |
| 1.  | «Jealousy (Celos)» (Jacob Gade)                                                   | 3:14     |  |
| 2.  | «Adiós Muchachos» (Cesar Vedani, Julio César Sanders)                             | 2:27     |  |
| 3.  | «Orchids In The Moonlight» (Vincent Youmans)                                      | 2:03     |  |
| 4.  | «El Choclo» (Ángel Villoldo, Enrique Santos Discépolo)                            | 2:37     |  |
| 5.  | «A Media Luz (Dim Light)» (Carlos César Lenzi, Edgardo Donato)                    | 2:43     |  |
| 6.  | «Nieblas Del Riachuelo (Fog At The River)» (Enrique Cadícamo, Juan Carlos Cobián) | 2:34     |  |
| 7.  | «Nostalgia» (Enrique Cadícamo, Juan Carlos Cobián)                                | 2:47     |  |
| 8.  | «Porque (Why)» (Emilio Fresedo, Osvaldo Fresedo)                                  | 2:18     |  |
| 9.  | «El Dia Que Me Quieras (The Day You Love Me)» (Alfredo Le Pera, Carlos Gardel)    | 2:09     |  |
| 10. | «Derecho Viejo» (Eduardo Arolas)                                                  | 2:05     |  |
| 11. | «Sus Ojos se Cerraron» (Alfredo Le Pera, Carlos Gardel)                           | 2:17     |  |
| 12. | «When I Go Walking in The Rain»                                                   | 2:50     |  |

## Créditos
- Astor Piazzolla - bandoneon
- Quinteto no acreditado